# Banjar Timur
Banjar Timur is een bestuurslaag in het regentschap Sumenep van de provincie Oost-Java, Indonesië. Banjar Timur telt 1260 inwoners (volkstelling 2010).